# Aran TV
Pour les articles homonymes, voir Aran.
Aran TV est une chaîne de télévision locale qui diffuse en occitan dans le Val d'Aran. Il s'agit d'une chaîne de télévision par Internet qui est diffusée également sur la TNT par Lleida TV. La chaîne a commencé à diffuser en novembre 2010 sous le nom de Hèm TV après un accord entre le Conseil général d'Aran et le Département de culture de la Généralité de Catalogne.
La diffusion sur la TNT se fait sous la forme de deux programmes de 10 minutes du lundi au vendredi et d'un programme de 10 minutes le week-end.